# 대한민국 민사소송법 제151조
대한민국 민사소송법 제151조는 소송절차에 관한 이의권에 대한 민사소송법조문이다. 법원은 바로 이의신청을 하지 않은 경우 이의권 상실을 하도록 하여 소송절차의 안정과 소송경제를 도모하고 있다. 본조는 강행규정의 경우 적용되지 않는다.

## 조문
제151조(소송절차에 관한 이의권) 당사자는 소송절차에 관한 규정에 어긋난 것임을 알거나, 알 수 있었을 경우에 바로 이의를 제기하지 아니하면 그 권리를 잃는다. 다만, 그 권리가 포기할 수 없는 것인 때에는 그러하지 아니하다.

## 판례
- 불변기간인 항소제기기간에 관한 규정은 성실상 강행규정이므로 그 기간 계산의 기산점이 되는 판결정본의 송달의 하자는 이에 대한 이의권의 상실로 인하여 치유될 수 없다[1]

## 같이 보기
- 이의권